# Borok, Korostîșiv
Borok (în ucraineană Борок) este un sat în comuna Vilneanka din raionul Korostîșiv, regiunea Jîtomîr, Ucraina.

## Demografie
Componența lingvistică a localității Borok
     Ucraineană (97,87%)
     Rusă (2,13%)
Conform recensământului din 2001, majoritatea populației localității Borok era vorbitoare de ucraineană (97,87%), existând în minoritate și vorbitori de rusă (2,13%).